# Université publique de Niimi
L'Université publique de Niimi (新見公立大学, Niimi Kōritsu Daigaku) est une université publique du Japon située dans la ville de Niimi. Elle est créée en 2010 à partir d'un collège universitaire créé lui en 1980.